# Martin Comerford
Martin Comerford, né le 9 novembre 1978 à Kilkenny dans le Comté de Kilkenny, est un joueur de hurling irlandais. Il joue pour le club de O'Loughlin Gaels et est sélectionné dans l’équipe du Comté de Kilkenny.
Comerford est sélectionné en équipe de Kilkenny depuis 2001 et en a été le capitaine pour la saison 2004. Il a remporté en tant que joueur de Kilkenny GAA de très nombreux trophées : 4 championnats d’Irlande, 8 championnats du Leinster, 4 ligues nationale de hurling. Dans les catégories de jeunes, il compte à son palmarès 1 championnat d’Irlande des moins de 21 ans.
À titre personnel, Martin Comerford a été sélectionné à trois reprises dans l’équipe All-Star.

## Palmarès

### Kilkenny
- All-Ireland Senior Hurling Championship
  - Vainqueur : 2002, 2003, 2006, 2007, 2008, 2009.

### Personnel
- All-Star : 2002, 2003, 2006.